# Bianca Gervais
Pour les articles homonymes, voir Gervais.
Bianca Gervais, née le 21 juin 1985 à Lorraine, Québec (Canada), est une actrice et animatrice québécoise.

## Biographie
Bianca Gervaispasse son enfance dans le quartier de Ville-Émard, à Montréal. Elle a deux jeunes sœurs jumelles, Gabrielle et Érica. Vers l'âge de dix ans, elle a l'occasion d'interpréter le rôle du malade imaginaire dans la pièce homonyme de Molière[réf. souhaitée]. Toute jeune, Bianca Gervais fait ses débuts au petit écran et se fait vite apprécier du grand public[non neutre] avec ses rôles dans Le Monde de Charlotte et Un monde à part. 
Plus récemment, elle a incarné Valérie dans la série Tu m'aimes-tu ? réalisée par Podz. Au grand écran, on a pu la voir, entre autres, dans Le Secret de ma mère de Ghyslaine Côté, Nitro et Cabotins d’Alain DesRochers, J'ai tué ma mère de Xavier Dolan, Fatal Bazooka de Michaël Youn ainsi que dans le dernier long métrage d'André Forcier, Coteau rouge. 
Elle se spécialise aussi dans le doublage. Elle est entre autres la voix régulière de Rose Byrne. Elle a également doublé à plusieurs reprises Gal Gadot, les sœurs Mary-Kate et Ashley Olsen ainsi qu'Emily VanCamp.

## Vie privée
Bianca est en couple avec l'acteur Yan England pendant plusieurs années jusqu'à leur rupture en 2007. Elle fréquente ensuite le chanteur Étienne Drapeau pendant quelques mois. 
En 2009, elle se fiance avec l'animateur Sébastien Diaz et se marie en juillet 2011. Le 18 avril 2014, le couple annonce la naissance de leur premier enfant, une petite fille prénommée Liv Gervais-Diaz. En février 2018, le couple prend tout le monde par surprise en annonçant la naissance de leur deuxième enfant. Les amoureux vivent cette grossesse dans le plus grand des secrets et accueillent avec un grand bonheur une petite fille qu'ils prénomment Bowie.
Bianca Gervais est diagnostiquée d'un TDAH.
Le 8 septembre 2017, Bianca Gervais annonce sur sa page Facebook qu'elle est la nouvelle porte-parole de Kaleido. Le lancement de ce partenariat se fait par le biais d'une importante campagne publicitaire intégrée débutant le 11 septembre.

## Filmographie

### Cinéma
- 1997 : La Conciergerie : Virginie
- 2004 : Nouvelle-France : Acoona
- 2004 : Dans une galaxie près de chez vous : Naomia
- 2004 : Intersection (court métrage) : Mimi
- 2006 : Le Secret de ma mère : Cécile 18 à 43 ans
- 2007 : Nitro : Fanfreluche
- 2009 : J'ai tué ma mère de Xavier Dolan : caissière club vidéo
- 2010 : Fatal : Eva Gin
- 2010 : Cabotins : Nathalie, la serveuse
- 2011 : Coteau rouge d'André Forcier : Marine Levac
- 2015 : Aurélie Laflamme : Les Pieds sur terre : Janik Tremblay
- 2018 : Les Scènes fortuites : Mérédith Nadeau-Daneau
- 2018 : La Bolduc : Juliette Newton
- 2022 : 23 décembre : Chloé

### Télévision
- 1991-2005 : Watatatow : Jennifer McDonald
- 1996 : Les Aventures de la courte échelle : Myriam
- 1996 : Lobby : Bénédicte
- 1997 : Omertà : Angélica
- 1998-2001 : Caserne 24 : Daphné
- 2000 : Délirium : Noémie
- 2000 : Chartrand et Simonne : Micheline C.
- 2000-2004 : Le Monde de Charlotte : Karine Ducharme-Langevin
- 2000-2004 : Fortier : Julie Lemire
- 2001-2003 : Ayoye! : Marlène
- 2004-2006 : Un monde à part : Karine Ducharme-Langevin
- 2004-2014 : Il était une fois dans le trouble : Anika et Chrystelle
- 2005-2008 : Le Négociateur : Bess Labonté
- 2006-2008 : Casino : Manon
- 2007-2013 : La Galère : Amélie
- 2007-2014 : Destinées : Camille Lambert
- 2008-2009 : Grande fille : Valérie
- 2010-2012 : Caméra Café : Karine Gamache
- 2011 : Penthouse 5-0 : Mahée
- 2012 : Lance et compte-La déchirure : Ilsa Trépanier
- 2012 : 30 vies (saison 3) : Julie Lebel
- 2012 : Tu m'aimes-tu ? : Valérie Champagne
- 2013-2016 : L'Appart du 5e : Mathilde
- 2016-2017 : Ruptures (saison 1 et 2) : Romane Labrie
- 2016-2020 : L'Échappée : Marie-Louise Cyr
- 2018 : Terreur 404
- 2018 : Jérémie : Virginie (saison 3)
- 2020- : Escouade 99 : Rosalie Boucher
- 2021 : Les Pays d'en haut : Iphigénie, la fille du notaire Lepotiron[6]
- 2021 : Les Moments Parfaits : Annie
- 2022 : Transplanté (saison 2) : Evelyn

### Animation
- 2014-2021 : Format familial (coanimatrice avec Sébastien Diaz)
- 2016 : Le Combat des villes (coanimatrice avec Sébastien Benoît)
- 2019-2020 : On va se le dire (collaboratrice)

### Doublage
- Rose Byrne dans :
  - Troie (2004)
  - Les Demoiselles du Château (2005)
  - Adam (2009)
  - Prédictions (2009)
  - 72 Heures (2010)
  - Le Stage (2013)
  - Les Voisins (2014)
  - Les Voisins 2 (2016)
- Gal Gadot dans :
  - Rapides et Dangereux 4 (2009)
  - Rapides et Dangereux 5 (2011)
  - Rapides et Dangereux 6 (2013)
- Mary-Kate Olsen dans :
  - Droit au but (1999)
  - Une escapade à New York (2004)
  - Thérapie pour mon psy (2008)
- Ashley Olsen dans :
  - Droit au but (1999)
  - Passeport pour Paris (1999)
  - Une escapade à New York (2004)
- Alexis Bledel dans :
  - Une histoire de Sin City (2005)
  - La Bachelière (2009)
- Vanessa Ferlito dans :
  - Noël en Famille
  - Wall Street : L'argent ne dort jamais (2010)
- June Diane Raphael dans :
  - Affaires non classées (série TV)
  - L'An Un
- Emily VanCamp dans :
  - Capitaine America : Le Soldat de l'hiver (2014)
  - Capitaine America : La Guerre civile (2016)
- Le Tout pour le tout : À nous la victoire (Ashley Benson)
- Kick-Ass 2 (Lindy Booth)
- Les prédateurs (Alice Braga)
- Le Tout pour le tout : Un combat à finir (Rachele Brooke Smith)
- Lancé-Frappé 3 : La ligue junior (Sara Canning)
- Le Bal de l'horreur (Dana Davis)
- La veille du Nouvel-An (Lea Michele)
- Dansez dans les rues 2 (Cassie Ventura)
- Stardust, le mystère de l'étoile (Sienna Miller)
- Rage meurtrière 2 (Arielle Kebbel)
- Cloverfield (Odette Yustman)
- Les Immortels (Freida Pinto)

## Distinctions

### Nominations
- Nomination prix Gémeaux 2003 : Le Monde de Charlotte, meilleure interprétation, rôle de soutien féminin téléroman et comédie.
- Nomination prix Gémeaux 2004 : Le Monde de Charlotte, meilleure interprétation, rôle de soutien féminin téléroman.
- Nomination prix Gémeaux 2005 : Un monde à part, meilleure interprétation, premier rôle féminin téléroman.
- Nomination prix Gémeaux 2006 : Un monde à part, meilleure interprétation, premier rôle féminin téléroman
- Nomination prix Gémeaux 2007 : Le Négociateur II, meilleure interprétation, rôle de soutien féminin dramatique.
- Nomination prix Gémeaux 2013 : Destinées, meilleure interprétation, rôle de soutien féminin téléroman.